# Barom Reachea II
Barom Reachea II hoặc Barom Reachea V (1579 – 1599), còn được gọi là Ponhea Ton (tiếng Khmer: ពញាតន់), là vua Campuchia cai trị từ năm 1597 đến 1599.
Ton là con trai thứ hai của Satha I. Năm 1594, Campuchia bị Xiêm tấn công, ông trốn sang Viêng Chăn cùng với cha. Ông trở lại Campuchia vào năm 1597. Với sự giúp đỡ của Blas Ruiz và Diogo Veloso, ông đã nắm quyền lực vào tháng Năm.
Ton đã bị thuyết phục chấp nhận cho Tây Ban Nha bảo hộ. Diogo Veloso và Blaz Ruiz lần lượt được bổ nhiệm làm thống đốc Ba Phnum (tỉnh Prey Veng) và Treang (tỉnh Takéo). Tuy nhiên, tại Phnom Penh, các thủy thủ châu Âu đã sớm xảy ra xung đột với người Hồi giáo Malay.
Năm 1599, Ton bị người Hồi giáo Chăm giết tại Pot Rat.